# Rijksheerlijkheid Elsen
Elsen was een rijksonmiddellijke heerlijkheid in de huidige gemeente Grevenbroich. De heerlijkheid maakte deel uit van de Keur-Rijnse Kreits.
De Duitse Orde kocht het dorp Elsen in 1263. Nog in hetzelfde jaar deed het Regulierenklooster in Neuss afstand van de patronaatsrechten op de parochiekerk. Voortaan maakte Elsen deel uit van de balije Koblenz van de Duitse Orde. De Orde verwierf veel bezittingen in de omgeving, maar de omvang van de heerlijkheid Elsen werd niet groter. Sinds het midden van de 15e eeuw geldt Elsen als rijksonmiddellijk. Op grond van het bezit van Elsen was de landcommandeur van Koblenz lid van de Rijksdag van het Heilige Roomse Rijk.
In 1501 maakt de hertog van Gulik aanspraak op de landshoogheid (Landeshoheit) over Elsen. Hij slaagde daar niet in en in 1545 erkende Gulik de rechten van de Orde. In 1797 ging het gebiedje deel uit maken van Frankrijk en in 1815 van het koninkrijk Pruissen. De Duitse Orde had tot zijn opheffing in 1809 nog bezittingen en rechten in het dorp.